# Слободан Турлаков
Слободан Турлаков (Београд, 10. јун 1929 — Београд, 12. фебруар 2018) био је професор Факултета музичке уметности у Београду, писац, позоришни редитељ и електроинжењер.

## Образовање
Турлаков је завршио Електротехнички факултет у Београду, Позоришну академију у Загребу и стекао докторат књижевних наука на Филолошком факултету у Београду.